# Helvetica
Helvetica är ett välkänt och välanvänt typsnitt från 1957  som ritades av Eduard Hoffmann och skars av Max Miedinger i Münchenstein i Schweiz. Typsnittet hette till en början Neue Haas Grotesk och baserade sig på Akzidenz-Grotesk från 1898. 1960 fick typsnittet sitt nuvarande namn, Helvetica, efter landet Schweiz på latin (Helvetia). I mitten på 1960-talet började formgivaren Mike Parker använda Helvetica, som därmed spreds också i USA för att snabbt bli västvärldens mest använda typsnitt.
1983 samlade Linotype de existerande Helveticasnitten, både de gamla metalltyperna och de nyare digitala versionerna. Linotype anpassade och digitaliserade snitten till en enda familj, Helvetica Neue.
Idag består Helvetica familjen av 34 olika vikter för latinska bokstäver och finns även tillgängligt för grekiska och kyrilliska alfabet.

## Användning
Exempel på företag som använder Helvetica i sina logotyper:

- Agfa[4]
- Blaupunkt[4]
- BMW[1]
- Energizer[1]
- Evian[4]
- Handelsbanken[4]
- Harley-Davidson[4]
- Husqvarna[4]
- Jeep[1]
- Kawasaki[1]
- Lufthansa[1]
- Muji[4]
- Nestlé[1]
- North Face[1]
- Oral B[1]
- Panasonic[4]
- SAAB[1]
- Toyota[1]
- Urban Outfitters[1]
- Verizon[1]

New Yorks tunnelbana använder Helvetica i skyltningen.

Lufthansa
Muji
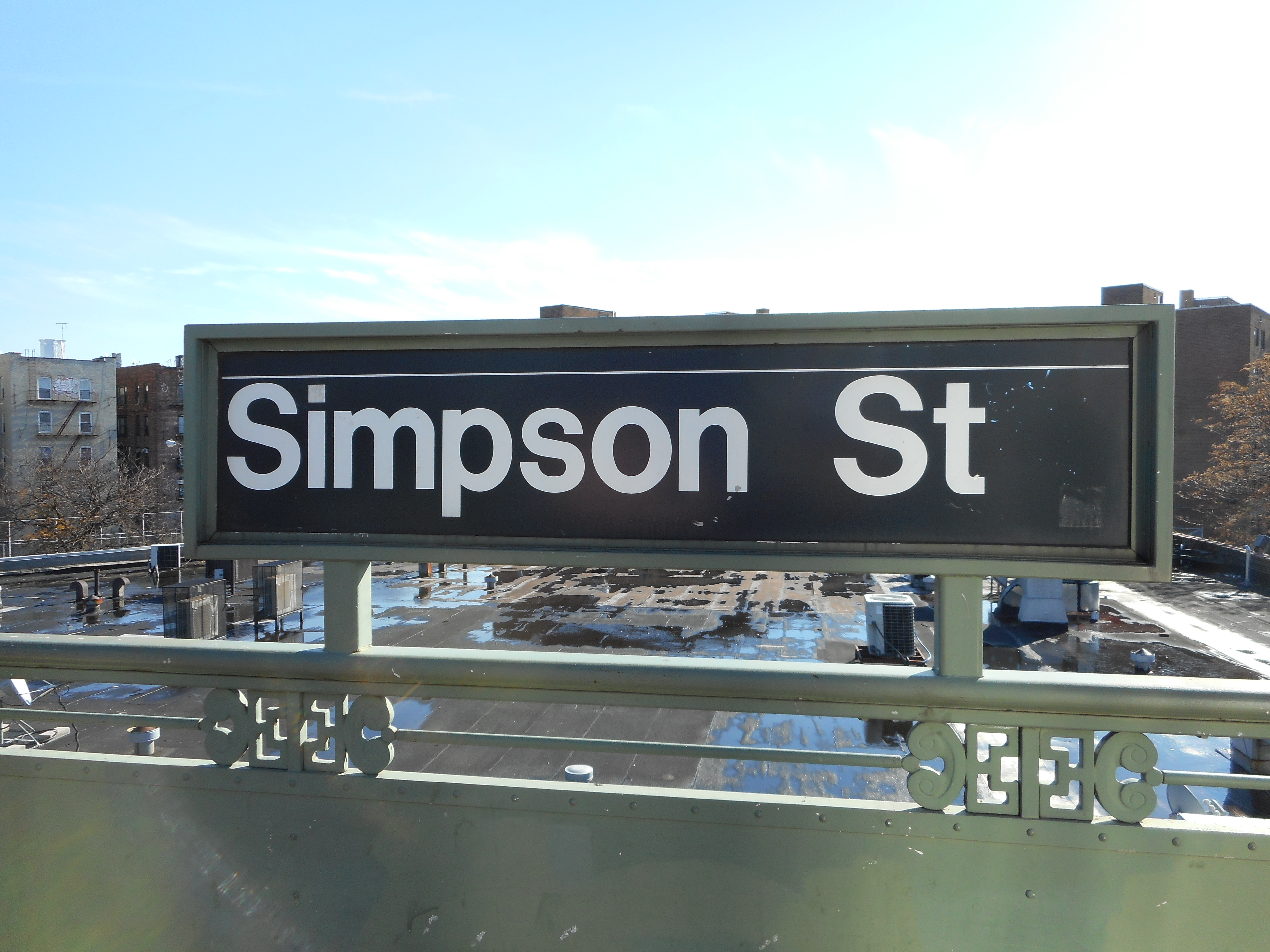
Skyltning i New Yorks tunnelbana

## Dokumentärfilm
Gary Hustwits dokumentärfilm Helvetica från 2007 skildrar typsnittets tillkomst och hur Helvetica fick stor spridning inom reklam och varumärken under 1960-talet. spridning över Manhattan och världen.